# Джаафарабад (Зарандіє)
Джаафарабад (перс. جعفراباد) — село в Ірані, у дегестані Гакімабад, у Центральному бахші, шахрестані Зарандіє остану Марказі. За даними перепису 2006 року, його населення становило 0 осіб, що проживали у складі 0 сімей.

## Клімат
Середня річна температура становить 14,91 °C, середня максимальна – 34,16 °C, а середня мінімальна – -7,51 °C. Середня річна кількість опадів – 261 мм.
| Клімат поселення                              | Клімат поселення | Клімат поселення | Клімат поселення | Клімат поселення | Клімат поселення | Клімат поселення | Клімат поселення | Клімат поселення | Клімат поселення | Клімат поселення | Клімат поселення | Клімат поселення | Клімат поселення |
| Показник                                      | Січ.             | Лют.             | Бер.             | Квіт.            | Трав.            | Черв.            | Лип.             | Серп.            | Вер.             | Жовт.            | Лист.            | Груд.            |                  |
| Середній максимум, °C                         | 10,01            | 12,48            | 17,19            | 23,38            | 27,83            | 33,06            | 34,16            | 32,84            | 28,84            | 23,25            | 16,59            | 10,32            |                  |
| Середня температура, °C                       | 1,26             | 3,72             | 8,43             | 14,62            | 19,08            | 24,31            | 27,75            | 26,42            | 22,42            | 16,83            | 10,17            | 3,90             |                  |
| Середній мінімум, °C                          | −7,51            | −5,04            | −0,33            | 5,85             | 10,31            | 15,54            | 21,35            | 20,01            | 16,02            | 10,42            | 3,75             | −2,52            |                  |
| Норма опадів, мм                              | 36               | 36               | 46               | 32               | 23               | 4                | 2                | 1                | 1                | 16               | 26               | 38               |                  |
| Середньомісячна швидкість вітру, м/с          | 1.99             | 2.23             | 3.30             | 3.49             | 3.09             | 2.89             | 2.99             | 2.83             | 2.34             | 2.38             | 1.81             | 2.01             |                  |
| Середньомісячна сонячна радіація, кДж/м²·день | 8863             | 11609            | 14181            | 17829            | 21879            | 25859            | 25590            | 23263            | 19781            | 14412            | 10596            | 8384             |                  |
| --------------------------------------------- | ---------------- | ---------------- | ---------------- | ---------------- | ---------------- | ---------------- | ---------------- | ---------------- | ---------------- | ---------------- | ---------------- | ---------------- | ---------------- |
| Джерело:                                      |                  |                  |                  |                  |                  |                  |                  |                  |                  |                  |                  |                  |                  |